# Inselbahn Juist – Carl
Die Lokomotive Carl der  Inselbahn Juist war eine zweiachsige Diesellokomotive mit Stangenantrieb aus dem Standardprogramm A3M 220 F von Klöckner-Humboldt-Deutz. Sie wurde bis Anfang der 1960er Jahre eingesetzt und 1970 verschrottet.

## Entwicklung
Die Typenreihe A3M 220 F sind Lokomotiven mit einem Dreizylinder-Viertakt-Dieselmotor. Von der Schmalspurausführung sollen von 1935 bis 1941 insgesamt 143 Exemplare gefertigt worden sein, die die Bezeichnung Cölln trugen.
An die Inselbahn Juist wurde im Mai 1935 die Lokomotive mit der Fabriknummer 12611 geliefert. Den Namen erhielt sie nach dem damaligen Direktor der Reederei Norden-Frisia, Carl Stegmann. Auf einem Foto von 1956 ist die Maschine mit seitlichen Tellerpuffern zu sehen, für die es auf der Inselbahn lediglich Verwendung für einen Wasserwagen gab. Die Lokomotive wurde ab den 1960er Jahren durch stärkere Maschinen ersetzt und 1968 an eine Baufirma in Norden verkauft. 1970 wurde sie verschrottet.

## Technik
Die Vorbautenlokomotive mit dahinterliegendem Führerstand war mit dem stehend angeordneten Dreizylinder-Viertakt-Dieselmotor Deutz A3M 220 F und einem mechanischen Getriebe ausgerüstet. Der Motor war wassergekühlt und entsprach der Bauform 2, der für Feldbahnen benutzt wurde. Das Getriebe lag vor dem Führerstand. Dort war die Blindwelle im Rahmen gelagert, Treibstangen trieben die vordere Achse an, mit Kuppelstangen waren die Räder verbunden. Beide Räder wurde einseitig von vorn gebremst, besandet wurden diese von innen. Die Lokomotiven besaß nur einen mittleren Scheinwerfer.